# Râul Hotarului, Iminog
Râul Hotarului este un curs de apă, afluent al râului Iminog. 